# Пак, Николай (Герой Социалистического Труда, 1966)
Николай Пак (7 февраля 1927 года, деревня Синтухинка, Ханкайский район, Владивостокский округ, Дальневосточный край — 23 ноября 1983 года) — бригадир колхоза «Коммунизм» Гурленского района Хорезмской области, Узбекская ССР. Герой Социалистического Труда (1966).

## Биография
Родился в 1927 году в крестьянской семье в деревне Синтухинка Владивостокского округа. В 1937 году вместе с родителями депортирован на спецпоселение в Хорезмскую область, Узбекская ССР. С 1944 года — рядовой колхозник, звеньевой, бригадир рисоводческой бригады колхоза «Коммунизм» Гурленского района.
В 1965 году бригада Николая Пака собрала высокий урожай риса. Указом Президиума Верховного Совета СССР от 23 июня 1966 года удостоен звания Героя Социалистического Труда с вручением ордена Ленина и золотой медали «Серп и Молот».
Неоднократно участвовал во Всесоюзной выставке ВДНХ (1964, 1965, 1966, 1971).
В 1972 году вступил в КПСС. В 1973 году окончил восемь классов вечерней средней школы.
Скончался в ноябре 1983 года. Похоронен на кладбище бывшего колхоза «Коммунизм» Гурленского района.
Награды
- Герой Социалистического Труда
- Орден Ленина
- Орден Дружбы народов (1980)
- Медаль «За доблестный труд в Великой Отечественной войне 1941—1945 гг.»
- Одна золотая (1965), одна серебряная (1971) и две бронзовые (1964, 1966) медали ВДНХ